# Индол
Индо́л (бензопирро́л, 2,3-бензпиррол) — гетероциклическое конденсированное ароматическое соединение.
Бесцветные кристаллы с запахом, напоминающим запах капусты.
Индольное ядро входит во множество биохимических природных соединений. Как индивидуальное вещество содержится в каменноугольной смоле и в некоторых эфирных маслах, например, в масле жасмина.

## История

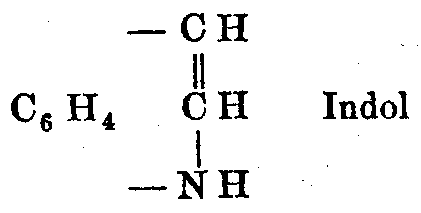
Структурная химическая формула индола, предложенная Байером в 1869 г.

Изучение индола началось с изучения растительного красителя индиго. Из индиго окислением можно получить изатин, а затем в индоксил. В 1866 году Адольф фон Байер восстановил цинковой пылью индоксил до индола. В 1869 году он предложил химическую структурную формулу для индола (на рисунке слева).
Некоторые производные индола очень широко использовались в качестве красителей до конца 19-го века. В 1930-х годах интерес к индолу вновь увеличился, когда стало известно, что индольное ядро входит в молекулы многих важных алкалоидов, в аминокислоту триптофан, в ауксины и другие биохимически важные вещества. Но и в наши дни он продолжает интенсивно изучаться.
От слова «индиго» индол и получил своё название.

## Физические свойства
При нормальных условиях представляет собой бесцветные листовидные кристаллы с резким запахом, напоминающим запах прелой капустной кочерыжки. Легко краснеет при воздействии солнечного света и воздуха. В сильно разбавленном виде запах цветочный и напоминает цветки жасмина.

### Растворимость в некоторых растворителях
- в бензоле — растворим;
- в воде — 0,36 г/100 г (при 25 °C) — плохо растворим;
- в диэтиловом эфире — легко растворим;
- в лигроине — растворим;
- в метаноле — растворим;
- в этаноле — 35,9 г/100 г (при 20 °C).

## Химические свойства
Индол по своей реакционной способности схож с бензолом, но более реакционноспособен. Неподеленная пара электронов азота в индоле является частью ароматического секстета, поэтому индол не проявляет склонности к связыванию протона и лишен основных свойств. Напротив, в реакциях с сильными основаниями индол проявляет свойства слабой NH-кислоты.
Как слабая кислота, индол в растворе натрия в жидком аммиаке (NH3) образует N-натрийиндол, с гидроксидом калия (КОН) при 130 °C — N-калийиндол.
Обладает ароматическими свойствами. Электрофильное замещение идёт главным образом в положении атома углерода 3.
Нитрование обычно осуществляется бензоилнитратом, сульфирование — пиридинсульфотриоксидом, бромирование — диоксандибромидом, хлорирование — SO2Cl2, алкилирование — активными алкилгалогенидами.
Ацетилирование в уксусной кислоте также идёт в положение 3, в присутствии ацетата натрия (CH3COONa) — в положение 1.
В уксусном ангидриде образуется 1,3-диацетилиндол. Индол легко присоединяется по двойной связи a, b к непредельным кетонам и нитрилам.
Аминометилирование (реакция Манниха) в мягких условиях протекает в положение 1, в жёстких — в положение 3.
Замещение в бензольном кольце (преимущественно в положения 4 и 6) идёт лишь в кислых средах при блокированном присоединения по атому в положении 3. В присутствии воды, надкислот или на свету индол окисляется в индоксил, который затем превращается в димер, называемый индиго.
Более жёсткое окисление под действием озона (О3), диоксида марганца MnO2 приводит к разрыву пиррольного кольца с образованием 2-формамидобензальдегида. При гидрировании индола водородом в мягких условиях восстанавливается пиррольное кольцо, в более жёстких — и бензольное.

## Нахождение в природе
Индол и его гомолог скатол образуются в кишечнике человека и других млекопитающих в результате расщепления гнилостными бактериями аминокислоты триптофана — скатол обладает очень неприятным запахом, но в крайне малых концентрациях он имеет запах жасмина (в эфирном масле которого содержится) и применяется в парфюмерии.
Индол содержится в эфирных маслах жасмина и цитрусовых, входит в состав каменноугольной смолы.
Индольное ядро — фрагмент молекул многих важных природных биохимических соединений (например, триптофана, серотонина, мелатонина, буфотенина).
Ядро индола является R-группой одной из 20 кодируемых аминокислот — триптофана, и поэтому присутствует практически в любом белке. Ядро индола также входит в состав индольных алкалоидов.

## Получение
Обычно индол выделяют из нафталиновой фракции каменноугольной смолы или получают дегидрированием о-этиланилина с последующей циклизацией образующегося продукта.

## Синтез
Индол и его производные синтезируют циклизацией арилгидразонов карбонильных соединений (реакция Фишера), взаимодействием ариламинов с α-галоген- или α-гидроксикарбонильными соединениями (реакция Бишлера).

## Применение
Индол служит исходным сырьём для синтеза гетероауксина, триптофана, используется в парфюмерной и фармацевтической промышленности. В парфюмерии индол применяют как фиксатор запаха.
Индол и его производные используют при синтезе многих биологически активных соединений (гормонов, галлюциногенов) и лекарственных средств (например, индопана, индометацина, индол-3-карбинола).